# Ведрина
Ведрина е село в Североизточна България. То се намира в община Добричка, област Добрич.

## История
По време на османскто владичество селото се е наричало Кадъ кьой. След Освобождението това име е частично побългарено и от Кадъ кьой става Кадиево. През 1908 г. общинското управление в Кадиево дава наименования на селата в общината и предлага общинският център да се преименува Асеново, но това предложение остава неосъществено. По време на румънското управление турското име частично е порумънчено и селото се е наричало Кадиени. След връщането на Южна Добруджа със заповед № 2191 от 27 юни 1942 г. село Кадиево да се преименува Фердинандово в чест на българския цар Фердинанд I. След 9 септември 1944 г. името на селото става несъвместимо с новата власт и общинската управа започва да умува какво име да се даде на селото. Имало е становище за патрон на селото да бъде избран Георги Димитров, но не се приема. С министерска заповед №6628/обн. на 29 ноември 1946 г. на селото е дадено името Ведрина защото селото се намира на равно място, въздухът е чист и се усеща хлад и ведрина.

## Население
Преброяване на населението през 2011 г.
Численост и дял на етническите групи според преброяването на населението през 2011 г.:
|                     | Численост | Дял (в %) |
| Общо                | 541       | 100,00    |
| Българи             | 337       | 62,29     |
| Турци               | 190       | 35,12     |
| Цигани              | 3         | 0,55      |
| Други               | 0         | 0,00      |
| Не се самоопределят | 0         | 0,00      |
| Неотговорили        | 6         | 1,10      |

## Обществени институции
На територията на селището се намира целодневна детска градина, която целогодишно обучава и възпитава средно около 20 деца в различни възрастови групи.

## Личности
На 5 юни 1959 година в село Ведрина е родена голямата добруджанска народна певица Галина Дурмушлийска – солист на Българското национално радио и телевизия.